# Ернст Рупп
Ернст Йоганн Рупп (Ernst Johann Rupp; 13 січня 1892, Ландсгут, Німецька імперія — 30 травня 1943, Кримськ, РРФСР) — німецький воєначальник, генерал-лейтенант вермахту. Кавалер Лицарського хреста Залізного хреста.

## Біографія
Син військового геодезиста Йоганна Крістофа Руппа і його дружини Марії Барбари, уродженої Буб. 24 червня 1911 року вступив в Прусську армію. Учасник Першої світової війни. Після демобілізації армії залишений в рейхсвері. З 26 серпня 1939 року — начальник Генштабу 2-го командування прикордонної охорони (з 15 жовтня 1939 року — 32-го командування особливого призначення), з 2 травня по 20 вересня 1940 року — 21-го військового округу. З 5 жовтня 1940 року — командир 36-го піхотного полку, з 27 грудня 1941 року — 97-ї легкої піхотної (з 6 липня 1942 року — єгерської) дивізії. Загинув у бою.
Рупп був похований на військовому цвинтарі в Криму. В 1944 році радянська влада знищила цвинтар. В 2007 році члени Німецького народного союзу з догляду за військовими похованнями знайшли останки генерала і опізнали їх за солдатським жетоном. В тому ж році він був похований на новому німецькому військовому цвинтарі в Гончарному.

## Сім'я
Був одружений з Діною Софі Ельзою Гайдеманн. В пари народилась дочка Марія Гізела (3 лютого 1925 — 16 лютого 2022), яка 8 липня 1947 року вийшла заміж за російського князя Олександра Кудашева і разом з чоловіком працювала над створенням організації Гелена.

## Звання
- Фанен-юнкер (24 червня 1911)
- Фенріх (22 березня 1912)
- Лейтенант (27 січня 1913; патент від 29 січня 1911)
- Оберлейтенант (18 квітня 1916)
- Ротмістр (1 грудня 1922)
- Майор (1 квітня 1933)
- Оберстлейтенант (1 листопада 1935)
- Оберст (1 квітня 1938)
- Генерал-майор (1 лютого 1942)
- Генерал-лейтенант (1 січня 1943)

## Нагороди
- Залізний хрест 2-го і 1-го класу
- Королівський орден дому Гогенцоллернів, лицарський хрест з мечами
- Нагрудний знак «За поранення» в чорному
- Сілезький Орел 2-го і 1-го ступеня
- Почесний хрест ветерана війни з мечами
- Медаль «За вислугу років у Вермахті» 4-го, 3-го, 2-го і 1-го класу (25 років)
- Застібка до Залізного хреста 2-го і 1-го класу
- Німецький хрест в золоті (11 січня 1942)
- Медаль «За зимову кампанію на Сході 1941/42»
- Лицарський хрест Залізного хреста (7 березня 1943)
- Орден Михая Хороброго 3-го класу (Румунське королівство; 26 квітня 1943)